# 짧은지름
짧은지름은 타원에서 타원의 두 초점을 잇는 선분을 수직이등분한 직선이 타원과 만나는 두 점을 연결한 것으로, 짧은반지름의 두 배이다. 